# 바다는 말이 없다
바다는 말이 없다는 한국에서 제작된 김명제 감독의 1962년 영화이다. 김희갑 등이 주연으로 출연하였고 이만수 등이 제작에 참여하였다.

## 출연

### 주연
- 김희갑
- 양훈
- 박노식

## 제작진
- 조명: 서영훈
- 미술: 이명수